# Lacelle
Lacelle (en occitano, La Cela) es una comuna francesa situada en el departamento de Corrèze, en la región de Nueva Aquitania.

## Demografía
| 348 | 364 | 280 | 221 | 185 | 140 | 131 |
| Para los censos de 1962 a 1999 la población legal corresponde a la población sin duplicidades (Fuente: INSEE [Consultar]) |     |     |     |     |     |     |